# Station Stekene
Station Stekene is een voormalig spoorwegstation langs lijn 77 (Zelzate - Sint-Gillis-Waas) in de gemeente Stekene.
0,0: Sint-Gillis-Waas ·
4,4: Kemzeke ·
6,4: Stekene ·
11,1: Klein-Sinaai ·
15,2: Moerbeke-Waas ·
20,0: Wachtebeke ·
23,0: Zelzate-Kanaal ·
26,8: Zelzate